# Michal Pivoňka
Michal Pivoňka (né le 28 janvier 1966 à Kladno en Tchécoslovaquie, aujourd'hui ville de République tchèque) est un ancien joueur de hockey sur glace professionnel tchèque.
La bonne prononciation de son nom en tchèque est API : /'pivoɲka/ (« pivogneka »).

## Carrière
Il commence sa carrière en 1984 avec le HC Dukla Jihlava dans le championnat tchécoslovaque. Il est choisi en 1984 au cours du repêchage d'entrée dans la Ligue nationale de hockey par les Capitals de Washington en 3e ronde, 84e position. En 1986, il rejoint cette équipe avec qu'il joue toute sa carrière LNH jusqu'en 1989. En 1999-2000, il joue sa dernière saison professionnelle avec les Blades de Kansas City en ligue internationale de hockey.

## Carrière internationale
Il a joué pour l'équipe de Tchécoslovaquie lors du championnat d'Europe junior de 1983 et de 1984. Il joue ensuite lors du championnat du monde junior de 1985. Cette même année, il joue également le championnat du monde senior. En 1986, il joue également les deux championnats du monde junior et senior. Il joue également pour son pays la Coupe Canada 1991. Lors de l'édition 1986 du championnat junior, il finit dans les dix meilleurs pointeurs du tournoi.

## Trophées et honneurs personnels
Ligue nationale de hockey
- 1984: Repêché par les Capitals de Washington en 3e ronde, en 59e position.

## Statistiques
Pour les significations des abréviations, voir Statistiques du hockey sur glace.

### En club
| Saison     | Équipe                 | Ligue      |     | Saison régulière | Saison régulière | Saison régulière | Saison régulière | Saison régulière |    | Séries éliminatoires | Séries éliminatoires | Séries éliminatoires | Séries éliminatoires | Séries éliminatoires |
| Saison     | Équipe                 | Ligue      | PJ  | B                | A                | Pts              | Pun              | PJ               | B  | A                    | Pts                  | Pun                  |                      |                      |
| 1984-1985  | HC Dukla Jihlava       | 1. liga    | 33  | 8                | 11               | 19               | 18               |                  |    |                      |                      |                      |                      |                      |
| 1985-1986  | HC Dukla Jihlava       | 1. liga    | 42  | 5                | 13               | 18               | 18               |                  |    |                      |                      |                      |                      |                      |
| 1986-1987  | Capitals de Washington | LNH        | 73  | 18               | 25               | 43               | 41               | 7                | 1  | 1                    | 2                    | 2                    |                      |                      |
| 1987-1988  | Capitals de Washington | LNH        | 71  | 11               | 23               | 34               | 28               | 14               | 4  | 9                    | 13                   | 4                    |                      |                      |
| 1988-1989  | Skipjacks de Baltimore | LAH        | 31  | 12               | 24               | 36               | 19               |                  |    |                      |                      |                      |                      |                      |
| 1988-1989  | Capitals de Washington | LNH        | 52  | 8                | 19               | 27               | 30               | 6                | 3  | 1                    | 4                    | 10                   |                      |                      |
| 1989-1990  | Capitals de Washington | LNH        | 77  | 25               | 39               | 64               | 54               | 11               | 0  | 2                    | 2                    | 6                    |                      |                      |
| 1990-1991  | Capitals de Washington | LNH        | 79  | 20               | 49               | 69               | 34               | 11               | 2  | 3                    | 5                    | 8                    |                      |                      |
| 1991-1992  | Capitals de Washington | LNH        | 80  | 23               | 57               | 80               | 47               | 7                | 1  | 5                    | 6                    | 13                   |                      |                      |
| 1992-1993  | Capitals de Washington | LNH        | 69  | 21               | 53               | 74               | 66               | 6                | 0  | 2                    | 2                    | 0                    |                      |                      |
| 1993-1994  | Capitals de Washington | LNH        | 82  | 14               | 36               | 50               | 38               | 7                | 4  | 4                    | 8                    | 4                    |                      |                      |
| 1995-1996  | EC Klagenfurt AC       | OËL        | 7   | 2                | 4                | 6                | 4                |                  |    |                      |                      |                      |                      |                      |
| 1994-1995  | Capitals de Washington | LNH        | 46  | 10               | 23               | 33               | 50               | 7                | 1  | 4                    | 5                    | 21                   |                      |                      |
| 1995-1996  | Vipers de Détroit      | LIH        | 7   | 1                | 9                | 10               | 19               |                  |    |                      |                      |                      |                      |                      |
| 1995-1996  | Capitals de Washington | LNH        | 73  | 16               | 65               | 81               | 36               | 6                | 3  | 2                    | 5                    | 18                   |                      |                      |
| 1996-1997  | Capitals de Washington | LNH        | 54  | 7                | 16               | 23               | 22               |                  |    |                      |                      |                      |                      |                      |
| 1997-1998  | Capitals de Washington | LNH        | 33  | 3                | 6                | 9                | 20               | 13               | 0  | 3                    | 3                    | 0                    |                      |                      |
| 1998-1999  | Capitals de Washington | LNH        | 36  | 5                | 6                | 11               | 12               |                  |    |                      |                      |                      |                      |                      |
| 1999-2000  | Blades de Kansas City  | LIH        | 52  | 16               | 34               | 50               | 38               |                  |    |                      |                      |                      |                      |                      |
| Totaux LNH | Totaux LNH             | Totaux LNH | 825 | 181              | 417              | 598              | 478              | 95               | 19 | 36                   | 55                   | 86                   |                      |                      |

#### En équipe nationale
| Saison | Équipe              | Événement |    | Saison régulière | Saison régulière | Saison régulière | Saison régulière | Saison régulière | Saison régulière   |
| Saison | Équipe              | Événement | PJ | B                | A                | Pts              | +/-              | PUN              | Résultat           |
| ------ | ------------------- | --------- | -- | ---------------- | ---------------- | ---------------- | ---------------- | ---------------- | ------------------ |
| 1983   | Tchécoslaquie Jr.   | CE Jr.    | 5  | 4                | 5                | 9                |                  | 14               | Médaille de bronze |
| 1984   | Tchécoslovaquie Jr. | CE Jr.    | 5  | 3                | 4                | 7                |                  | 2                | Médaille d'argent  |
| 1985   | Tchécoslovaquie Jr. | CM Jr.    |    |                  |                  |                  |                  |                  | Médaille d'argent  |
| 1985   | Tchécoslovaquie     | CM        |    |                  |                  |                  |                  |                  | Médaille d'or      |
| 1986   | Tchécoslovaquie Jr. | CM Jr.    |    |                  |                  |                  |                  |                  | Cinquième place    |
| 1986   | Tchécoslovaquie     | CM        |    |                  |                  |                  |                  |                  | Cinquième place    |